# Sungai Baung (Rawas Ulu)
Sungai Baung is een bestuurslaag in het regentschap Musi Rawas van de provincie Zuid-Sumatra, Indonesië. Sungai Baung telt 3950 inwoners (volkstelling 2010).